# WKS 4 dsp Brześć
WKS 4 dsp Brześć – polski klub piłkarski z siedzibą w Brześciu. Rozwiązany w 1934 roku.

## Historia
Piłkarska drużyna WKS 4 dsp została założona w Brześciu w latach 20. XX wieku. Zespół złożony był z żołnierzy 4 dyonu samochodów pancernych, którzy pełnili służbę w Brześciu nad Bugiem. 
Od 1929, kiedy został utworzony Poleski OZPN, występował w rozgrywkach polskiej okręgowej ligi Polesie - Klasa A, która od sezonu 1936/27 stała nazywać się okręgową. Dwa razy sięgał po tytuł mistrzowski na Polesiu.
Klub dwukrotnie grał w grupach eliminacyjnych dla mistrzów okręgówek, walczących w barażach o awans do I ligi. Nigdy nie zakwalifikował się do najwyższej klasy.
Na początku 1934 połączył się z innymi wojskowymi klubami z garnizonu Brześcia w WKS Brześć.

## Sukcesy
- mistrz Poleskiego OZPN:

1932, 1933